# Горан Винчић
Горан Винчић (Вуковар, 1995) српски је и хрватски комичар и дописник хрватске емисије Стање нације.

## Биографија
Одраста у селу Мирковци. Са 14 година прелази да живи у Загреб. Носилац је црног појаса у каратеу и био је тренер КК „Темпо“. Био је фронтмен бенда "Хладовина". Студирао је филозофију. Појављује се у краткометражном филму 2021. године под називом Гласовна порука.
Године 2022. почиње велику турнеју под називом "Дежурни кривац" са којом распродаје сале у Хрватској и региону. Заједно са Марком Дејановићем и Тином Седларом, основао је комичарски колектив БИС.
У браку је са Мирославом из Љига, имају два сина.